# Comuna Lukașeve
Lukașeve (în ucraineană Лукашеве) este o comună în raionul Zaporijjea, regiunea Zaporijjea, Ucraina, formată din satele Kirove, Lukașeve (reședința), Prîdniprovske și Radeanske.

## Demografie
Componența lingvistică a comunei Lukașeve
     Ucraineană (85,34%)
     Rusă (12,48%)
     Alte limbi (1,09%)
Conform recensământului din 2001, majoritatea populației comunei Lukașeve era vorbitoare de ucraineană (85,34%), existând în minoritate și vorbitori de rusă (12,48%).